# الطاهر الشایبی
الطاهر الشایبی (انگلیسی: Tahar Chaïbi; ۱۷ فوریهٔ ۱۹۴۶ – ۲۹ آوریل ۲۰۱۴) بازیکن فوتبال اهل تونس بود.
از باشگاه‌هایی که در آن بازی کرده‌است می‌توان به باشگاه فوتبال آفریقایی اشاره کرد.
وی همچنین در تیم ملی فوتبال تونس بازی کرده‌است.